# Cristian Pulido
Cristian Felipe Pulido Gálvez (Trujillo, 20 luglio 1991) è un ex calciatore colombiano, di ruolo attaccante.

## Carriera
Ha giocato nella massima serie boliviana.